# Women's Social and Political Union
De Women's Social and Political Union (WSPU) was een militante Engelse vrouwenkiesrechtorganisatie. De vereniging was actief van 1903 tot 1917 en werd opgericht door Emmeline Pankhurst. De WSPU heeft bekendheid verworven door het veroorzaken van opstootjes en gewelddadige confrontaties met de politie. De WSPU-leden zijn ook bekend als suffragettes, een naam die de Daily Mail aan hen gaf en snel door de leden werd aangenomen. Hun motto was: Deeds not words (Geen woorden maar daden).

## Geschiedenis

#### Oprichting
Emmeline Pankhurst richtte samen met haar dochter Christabel en vier andere vrouwen de organisatie op in Manchester op 10 oktober 1903 als afsplitsing van de gematigder National Union of Women's Suffrage Societies. Pankhurst en de anderen vonden dat de NUWSS er niet goed in slaagde politici van het vrouwenkiesrecht te overtuigen. De WSPU liet geen mannen toe. 

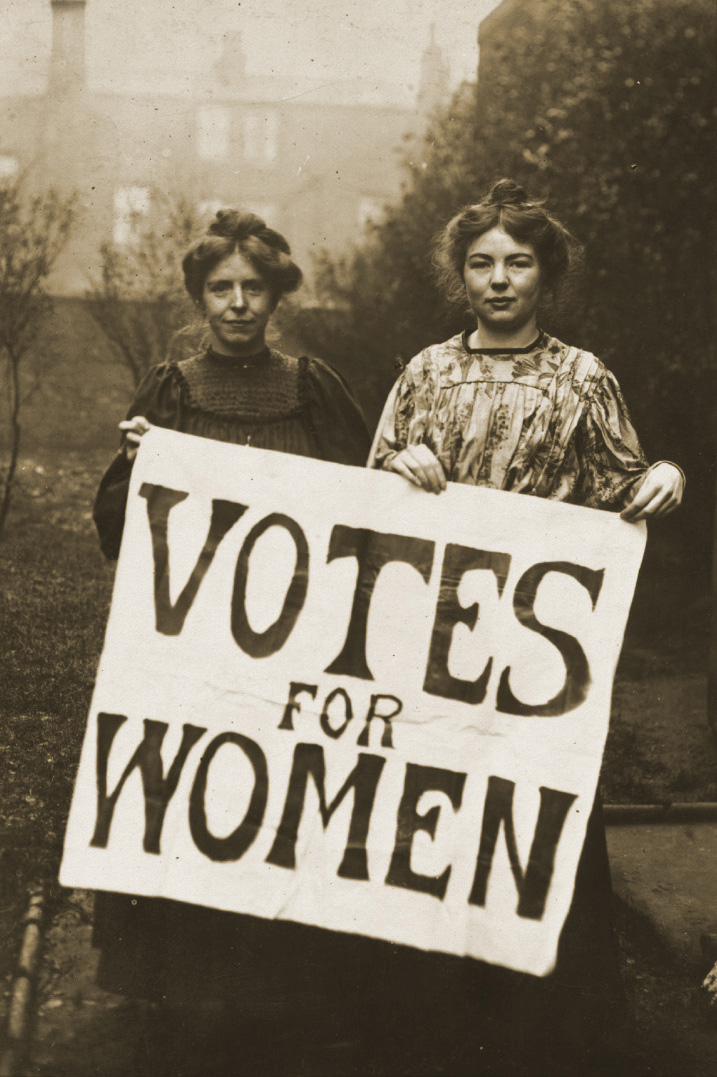
Annie Kenney en Christabel Pankhurst.

#### Beginjaren
De WSPU begon niet direct als uitgesproken militante organisatie; het eerste spraakmakende WSPU-optreden vond plaats in 1905. Toen bezochten Christabel Pankhurst en Annie Kenney een toespraak van Winston Churchill en Edward Grey en vroegen daar om aandacht voor de vrouwenkwestie door naar de twee politici te roepen of zij vrouwenrechten steunden. Dat vrouwen bij een politieke bijeenkomst aanwezig waren was al buiten de conventies, maar door een speech heen roepen zorgde voor nog meer (negatieve) aandacht. Vanaf dat moment begon de WSPU zich te vestigen als organisatie die veel onrust veroorzaakte. Tot aan 1908 bestonden de acties van de WSPU vooral uit het verstoren dan dergelijke bijeenkomsten. In 1907 splitste een deel van de leden zich af tot de Women's Freedom League omdat ze zich niet meer konden vinden in het leiderschap van de Pankhursts. Een terugkerend probleem van de WSPU was dat ze geen universeel stemrecht wilden, maar stemrecht waarbij mannen en vrouwen aan dezelfde kwalificaties moesten voldoen, wat veel armere vrouwen uitsloot. Daarnaast was stemrecht hun hoogste doel, terwijl veel, wederom vaak armere, vrouwen ook behoefte hadden aan bijvoorbeeld gelijk loon. Hierdoor miste de WSPU veel potentiële steun van armere bevolkingsgroepen.

#### 1908 tot 1914
Vanaf 1908 begon de WSPU met op straat spullen te vernielen, zoals bijvoorbeeld het ingooien van ruiten. Hierdoor kwamen velen van hen in de gevangenis terecht. Als protest gingen de opgesloten suffragettes in hongerstaking, en omdat men niet wilde dat ze daardoor zouden overlijden en een soort martelaar zouden worden, kregen ze dwangvoeding. Dit was echter een dusdanig nare ingreep dat de publieke opinie zich in hun voordeel keerde. Om dit probleem te omzeilen werd er in 1913 de zogenaamde 'Cat and Mouse Act' aangenomen, die inhield dat ernstig ondervoede suffragettes vrij zouden worden gelaten, maar weer zouden worden opgepakt wanneer ze waren aangesterkt. 
In 1913 kregen de suffragettes alsnog een martelaar toen WSPU-lid Emily Davison tijdens de Epsom Derby de racebaan op ging en door het paard van koning George V werd geraakt, waarna ze vier dagen later aan haar verwondingen stierf. Vooralsnog is het niet duidelijk of het haar opzet was om een martelaar te worden of dat ze alleen een WSPU-vlag aan het paard had willen bevestigen. Haar begrafenis werd een enorme stoet van suffragettes, maar in de publieke opinie zagen velen haar daad ook als respectloos tegenover de koning.

#### Eerste Wereldoorlog en opheffing
Tijdens de Eerste Wereldoorlog staakte de WSPU haar acties om zich volledig op de oorlog te richten. Wederom leidde dit tot afsplitsingen van leden die het kiesrecht nog steeds het belangrijkst vonden en zich hier mee bezig wilden blijven houden. De WSPU verdween naar de achtergrond en werd in 1917 opgeheven. In 1918 kregen vrouwen van boven de dertig die aan bepaalde andere kwalificaties voldeden het stemrecht en vormden Emmeline en Christabel Pankhurst de Women's Party.

## Impact
Alhoewel de WSPU er zeker voor zorgde dat de vrouwenkwestie veel aandacht kreeg, blijft de vraag hoeveel hun gewelddadige acties daadwerkelijk hebben bijgedragen aan het verkrijgen van het vrouwenkiesrecht. Velen, zowel voor- als tegenstanders van het kiesrecht, keerden zich tegen hun middelen en ze konden niet rekenen op de steun van armere vrouwen.